# Buzy
Pour les articles homonymes, voir Buzy (homonymie).
Buzy est une commune française située dans le département des Pyrénées-Atlantiques, en région Nouvelle-Aquitaine. Elle compte 997 habitants.
Les habitants de la commune sont appelés Buzéens et Buzéennes.

## Géographie

### Localisation
La commune de Buzy se trouve dans le département des Pyrénées-Atlantiques, en région Nouvelle-Aquitaine.
Elle se situe à 23 km par la route de Pau, préfecture du département, et à 15 km d'Oloron-Sainte-Marie, sous-préfecture.
Les communes les plus proches sont : 
Buziet (1,5 km), Bescat (2,7 km), Arudy (4,0 km), Ogeu-les-Bains (4,0 km), Lasseubetat (4,2 km), Sévignacq-Meyracq (4,4 km), Izeste (5,4 km), Sainte-Colome (5,7 km).
Sur le plan historique et culturel, Buzy fait partie de la province du Béarn, qui fut également un État et qui présente une unité historique et culturelle à laquelle s’oppose une diversité frappante de paysages au relief tourmenté.

### Communes limitrophes
Les communes limitrophes sont Arudy, Bescat, Buziet, Gan, Lasseubetat et Rébénacq.
| Lasseubetat (par un quadripoint) | Gan   | Rébénacq |
| Buziet                           | Buzy  | Bescat   |
|                                  | Arudy |          |

### Hydrographie

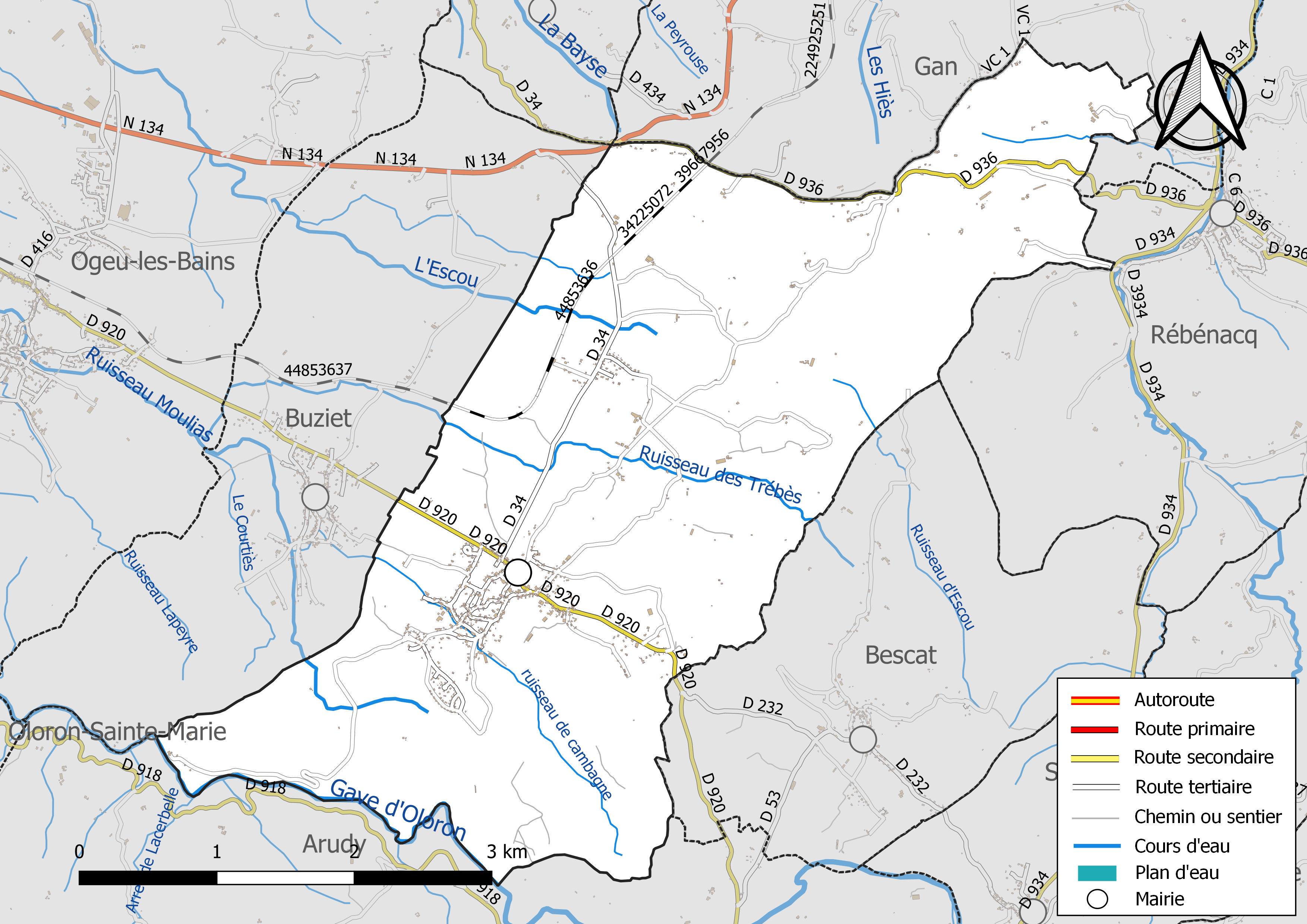
Réseaux hydrographique et routier de Buzy.

La commune est drainée par le gave d'Oloron, l'Escou, l'Arrigastoû, le ruisseau des Trébès, le ruisseau Baycabe, le ruisseau de campagne, le ruisseau d'Escou, et par divers petits cours d'eau, constituant un réseau hydrographique de 11 km de longueur totale,.
Le gave d'Oloron, d'une longueur totale de 148,8 km, prend sa source dans la commune de Laruns et s'écoule vers le nord-ouest. Il traverse la commune et se jette dans le gave de Pau à Sorde-l'Abbaye, après avoir traversé 64 communes.
L'Escou, d'une longueur totale de 16,9 km, prend sa source dans la commune et s'écoule du sud-est vers le nord-ouest. Il traverse la commune et se jette dans le gave d'Oloron à Estos, après avoir traversé 9 communes.
L'Arrigastoû, d'une longueur totale de 11,9 km, prend sa source dans la commune et s'écoule du sud-est vers le nord-ouest. Il traverse la commune et se jette dans le gave d'Ossau à Escout, après avoir traversé 6 communes.

### Climat
Pour des articles plus généraux, voir Climat de la Nouvelle-Aquitaine et Climat des Pyrénées-Atlantiques.
Historiquement, la commune est exposée à un climat de montagne.
En 2020, Météo-France publie une typologie des climats de la France métropolitaine dans laquelle la commune est toujours exposée à un climat de montagne et est dans la région climatique Pyrénées atlantiques, caractérisée par une pluviométrie élevée (>1 200 mm/an) en toutes saisons, des hivers très doux (7,5 °C en plaine) et des vents faibles.
Pour la période 1971-2000, la température annuelle moyenne est de 12,4 °C, avec une amplitude thermique annuelle de 13,7 °C. Le cumul annuel moyen de précipitations est de 1 407 mm, avec 11,2 jours de précipitations en janvier et 9,2 jours en juillet. Pour la période 1991-2020, la température moyenne annuelle observée sur la station météorologique la plus proche, située sur la commune d'Oloron-Sainte-Marie à 14 km à vol d'oiseau, est de 13,1 °C et le cumul annuel moyen de précipitations est de 1 491,4 mm,. Pour l'avenir, les paramètres climatiques de la commune estimés pour 2050 selon différents scénarios d’émission de gaz à effet de serre sont consultables sur un site dédié publié par Météo-France en novembre 2022.

### Paysages

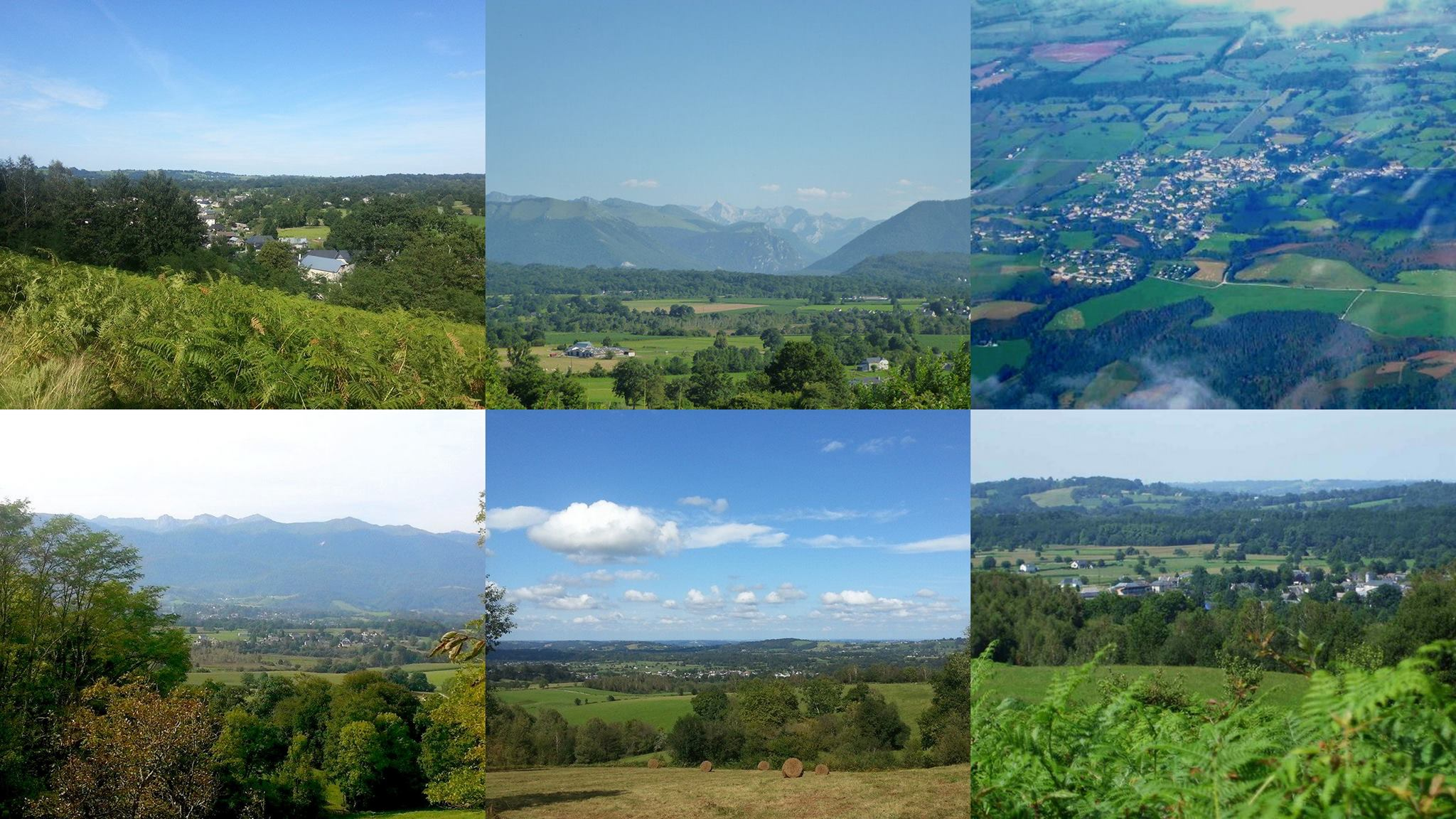
Diverses vues de Buzy

### Milieux naturels et biodiversité

#### Espaces protégés
La protection réglementaire est le mode d’intervention le plus fort pour préserver des espaces naturels remarquables et leur biodiversité associée,.
Un  espace protégé est présent sur la commune : 
les « Zones humides de la Plaine d'Ogeu », un terrain acquis (ou assimilé) par un conservatoire d'espaces naturels, d'une superficie de 66,3 ha.

#### Réseau Natura 2000
Le réseau Natura 2000 est un réseau écologique européen de sites naturels d'intérêt écologique élaboré à partir des Directives « Habitats » et « Oiseaux », constitué de zones spéciales de conservation (ZSC) et de zones de protection spéciale (ZPS).
Deux sites Natura 2000 ont été définis sur la commune au titre de la « directive Habitats », : 
- le « gave de Pau », d'une superficie de 8 194 ha, un vaste réseau hydrographique avec un système de saligues[Note 4] encore vivace[24] ;
- « le gave d'Oloron (cours d'eau) et marais de Labastide-Villefranche », d'une superficie de 2 547 ha, une rivière à saumon et écrevisse à pattes blanches[25] ;

#### Zones naturelles d'intérêt écologique, faunistique et floristique
L’inventaire des zones naturelles d'intérêt écologique, faunistique et floristique (ZNIEFF) a pour objectif de réaliser une couverture des zones les plus intéressantes sur le plan écologique, essentiellement dans la perspective d’améliorer la connaissance du patrimoine naturel national et de fournir aux différents décideurs un outil d’aide à la prise en compte de l’environnement dans l’aménagement du territoire.
Deux ZNIEFF de type 1 sont recensées sur la commune, : 
la « Cladiaie de Brouca » (4,65 ha) et 
les « tourbières, landes et rives boisées de la vallée de l'Escou » (163,03 ha), couvrant 3 communes du département
et une ZNIEFF de type 2,, : 
le « réseau hydrographique du gave d'Oloron et de ses affluents » (6 885,32 ha), couvrant 114 communes dont 2 dans les Landes et 112 dans les Pyrénées-Atlantiques.

## Urbanisme

### Typologie
Au 1er janvier 2024, Buzy est catégorisée commune rurale à habitat dispersé, selon la nouvelle grille communale de densité à sept niveaux définie par l'Insee en 2022.
Elle est située hors unité urbaine. Par ailleurs la commune fait partie de l'aire d'attraction de Pau, dont elle est une commune de la couronne,. Cette aire, qui regroupe 227 communes, est catégorisée dans les aires de 200 000 à moins de 700 000 habitants,.

### Occupation des sols

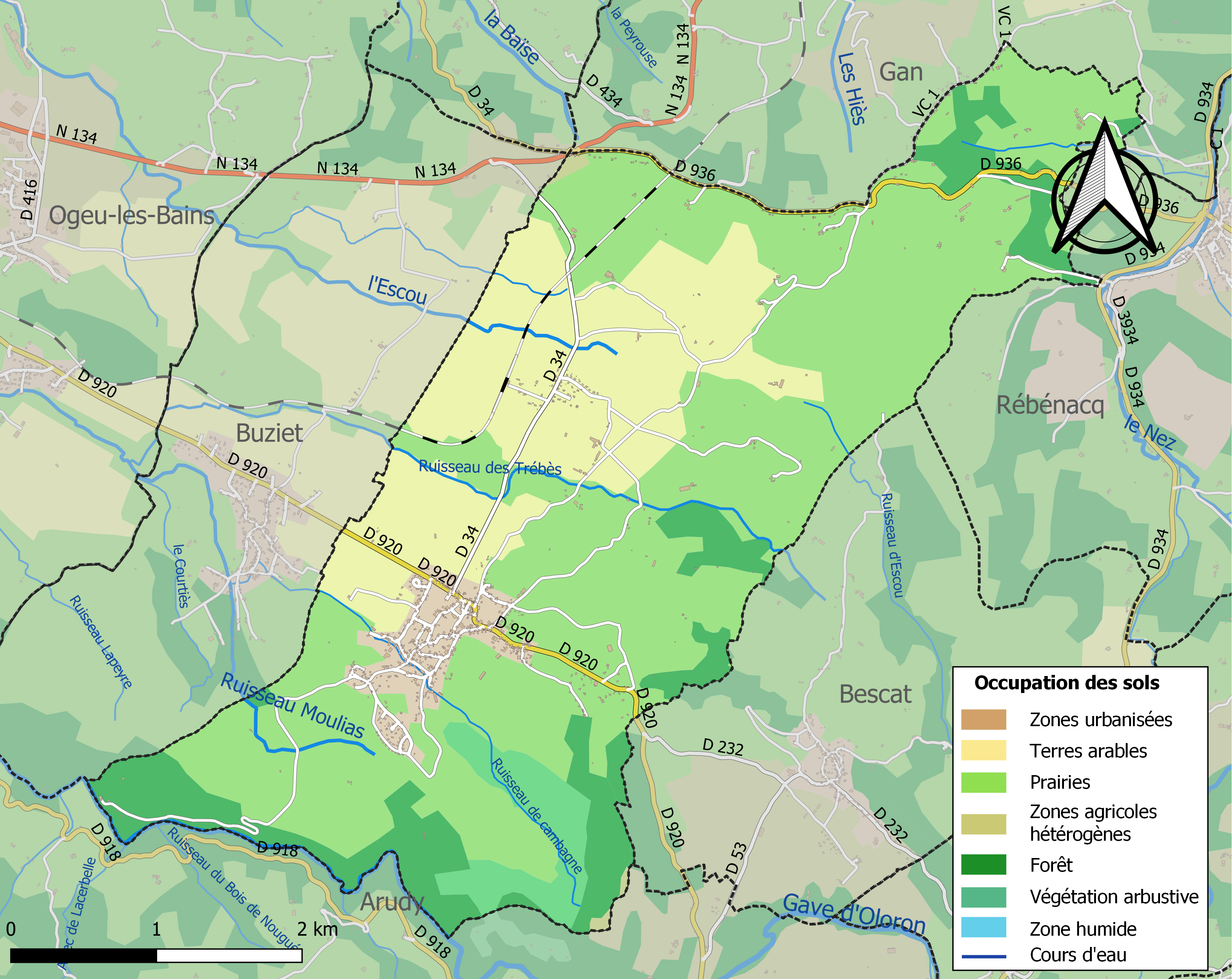
Carte des infrastructures et de l'occupation des sols de la commune en 2018 (CLC).

L'occupation des sols de la commune, telle qu'elle ressort de la base de données européenne d’occupation biophysique des sols Corine Land Cover (CLC), est marquée par l'importance des territoires agricoles (79,9 % en 2018), une proportion sensiblement équivalente à celle de 1990 (80,6 %). La répartition détaillée en 2018 est la suivante : 
prairies (57,1 %), terres arables (22,4 %), forêts (12,5 %), zones urbanisées (4,1 %), milieux à végétation arbustive et/ou herbacée (3,6 %), zones agricoles hétérogènes (0,3 %). L'évolution de l’occupation des sols de la commune et de ses infrastructures peut être observée sur les différentes représentations cartographiques du territoire : la carte de Cassini (XVIIIe siècle), la carte d'état-major (1820-1866) et les cartes ou photos aériennes de l'IGN pour la période actuelle (1950 à aujourd'hui).

### Lieux-dits et hameaux
- Départ ;
- le Burguet ;
- le Prat ;
- quartier Larribau ;
- quartier Pied de la serre ;
- le bourg ;
- lotissement de la gare ;
- lotissement houn de camy ;
- lotissement Palisses ;
- la croix de Buzy.

### Risques majeurs
Le territoire de la commune de Buzy est vulnérable à différents aléas naturels : météorologiques (tempête, orage, neige, grand froid, canicule ou sécheresse), inondations, feux de forêts, mouvements de terrains et séisme (sismicité moyenne). Il est également exposé à un risque technologique, le transport de matières dangereuses. Un site publié par le BRGM permet d'évaluer simplement et rapidement les risques d'un bien localisé soit par son adresse soit par le numéro de sa parcelle.

#### Risques naturels
Certaines parties du territoire communal sont susceptibles d’être affectées par le risque d’inondation par une crue torrentielle ou à montée rapide de cours d'eau, notamment le gave d'Oloron, le Escou et le ruisseau Moulias. La commune a été reconnue en état de catastrophe naturelle au titre des dommages causés par les inondations et coulées de boue survenues en 1982, 1997, 2009 et 2018,.
Buzy est exposée au risque de feu de forêt. En 2020, le premier plan de protection des forêts contre les incendies (PDPFCI) a été adopté pour la période 2020-2030. La réglementation des usages du feu à l’air libre et les obligations légales de débroussaillement dans le département des Pyrénées-Atlantiques font l'objet d'une consultation de public ouverte du 16 septembre au 7 octobre 2022,.
Les mouvements de terrains susceptibles de se produire sur la commune sont des affaissements et effondrements liés aux cavités souterraines (hors mines). Afin de mieux appréhender le risque d’affaissement de terrain, un inventaire national permet de localiser les éventuelles cavités souterraines sur la commune.

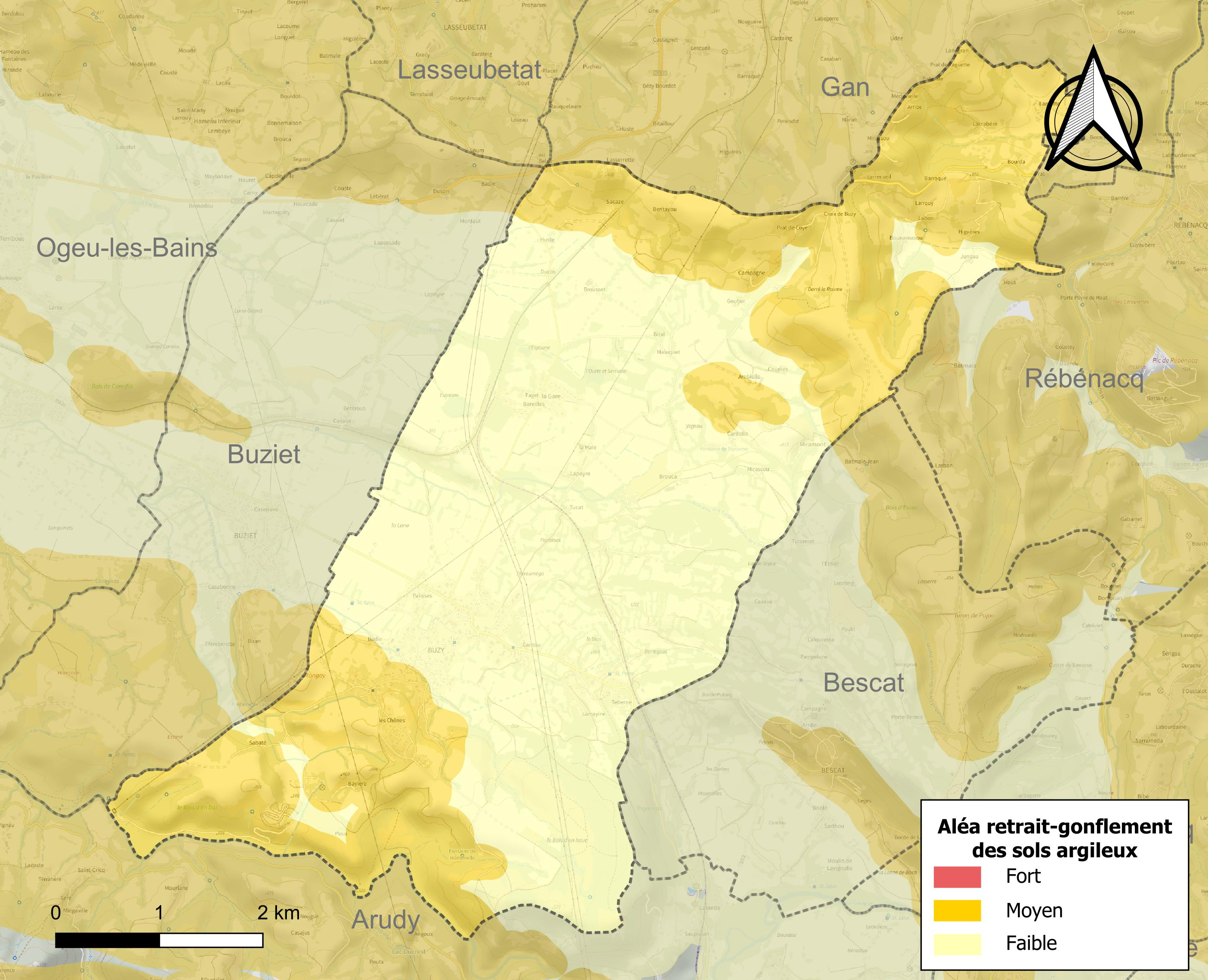
Carte des zones d'aléa retrait-gonflement des sols argileux de Buzy.

Le retrait-gonflement des sols argileux est susceptible d'engendrer des dommages importants aux bâtiments en cas d’alternance de périodes de sécheresse et de pluie. 41 % de la superficie communale est en aléa moyen ou fort (59 % au niveau départemental et 48,5 % au niveau national). Depuis le 1er octobre 2020, en application de la loi ELAN, différentes contraintes s'imposent aux vendeurs, maîtres d'ouvrages ou constructeurs de biens situés dans une zone classée en aléa moyen ou fort,.
Concernant les mouvements de terrains, la commune a été reconnue en état de catastrophe naturelle au titre des dommages causés par des mouvements de terrain en 2018.

## Toponymie
Le toponyme Buzy apparaît sous sa forme actuelle dès 1096 et sous les formes 
Busia (1170, titres de Barcelone), 
Busi (XIIe siècle, titres de Gabas), 
Buzi en Bag (1343, titres de Pardies), 
Buzii (1429, archives de la mairie de Buzy), 
Saint-Saturnin de Buzy (1608, insinuations du diocèse d'Oloron) et 
Busy (1614, réformation de Béarn).
L'origine du toponyme est obscure et sans rapport avec Busy (Doubs) et Buzy (Meuse), du domaine d'oïl qui sont d'anciens Busiacum, contrairement à ce Buzy qui est attesté initialement sous les formes Busia ou Busi(i). De plus, le -acum (de la forme Busiacum) aurait donné la terminaison -ac dans la partie sud de la France, graphié -acq dans la région. cf. les villages voisins de Sévignacq-Meyracq et de Rébénacq.

## Histoire
Le territoire de la commune a été habité dès le néolithique, comme l'attestent les deux monuments préhistoriques qui y ont été découverts à ce jour : le dolmen de Buzy et la Dalle Gravée de Teberno, ou Pétroglyphe de Teberno. Gravée de nombreuses cupules, elle a été longtemps objet de rites pour faciliter l'enfantement. D'aucuns y voient une représentation partielle de la voûte céleste. Elle est aujourd'hui conservée au Musée d'Arudy.
Paul Raymond note qu'« il y avait dans l'église de Buzy quatre prébendes fondées sous l'invocation de saint Blaise ».
En 1385, Buzy comptait 55 feux et dépendait du bailliage d'Ossau.
Durant la Seconde Guerre mondiale, le village accueille un groupe de travailleurs étrangers : le 518e GTE. Créé sous Vichy le 27 septembre 1940, il a pour but de réunir les « travailleurs en surnombre dans l'économie nationale ». On y trouvait tout type d'étrangers entre 18 et 55 ans ayant trouvé refuge en France et dans l'impossibilité de revenir dans leurs pays. Ils étaient mis à disposition des entreprises pour y accomplir différents travaux. À Buzy, c'étaient majoritairement des Espagnols. Ces ouvriers dont le campement se trouvait au lieu-dit « la chambre à eau » ont construit l'usine de Saint-Criq et le barrage de Fabrèges au-dessus de Gabas.
Le 17 juillet 1944, des soldats allemands au nombre de 700 descendant de Laruns investissent Buzy et Buziet où se trouvait une infirmerie clandestine du maquis. Une dizaine de maquisards espagnols sont capturés et fusillés, ainsi que deux femmes ayant eu le tort de se trouver au mauvais moment et au mauvais endroit. Deux surpris pendant la sieste seront conduits à Buzy et également fusillés. ils reposent de leur dernier sommeil au cimetière de la commune.

## Politique et administration
| Période | Période  | Identité       | Étiquette | Qualité |
| ------- | -------- | -------------- | --------- | ------- |
| 1995    | 2001     | Pascal Lopez   |           |         |
| 2001    | 2008     | Pascal Lopez   | PS        |         |
| 2008    | En cours | Fernand Martin |           |         |

### Intercommunalité

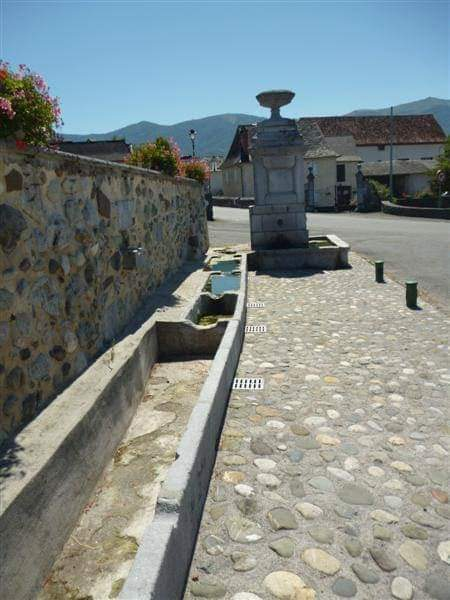
Fontaine la Bourdenne qui se trouve en face de la mairie. Autrefois, il y avait aussi un lavoir.

La commune fait partie de sept structures intercommunales :
- la communauté de communes de la Vallée d'Ossau ;
- le SIVU de regroupement pédagogique de Buzy - Buziet ;
- le syndicat AEP d'Ogeu-les-Bains ;
- le syndicat AEP de la région de Jurançon ;
- le syndicat d'eau de la vallée d'Ossau ;
- le syndicat d'électrification du Bas-Ossau ;
- le syndicat de la perception d'Arudy.

La commune fait partie du Pays d'Oloron et du Haut-Béarn.
Buzy accueille le siège du SIVU de regroupement pédagogique de Buzy - Buziet et du syndicat d'électrification du Bas-Ossau.
Buzy est membre de la commission syndicale du bas Ossau structure hérité du droit coutumier en usage au Moyen Âge. Les commissions syndicales très présentes dans les Pyrénées, au nombre de 35, sont officialisés sous Louis Philippe par ordonnance royale du 18 juillet 1837 dite « Loi municipale ». Ce décret reconnait aux communes le droit de gérer des biens indivis notamment les territoires de haute montagne.
La commission syndicale du Bas Ossau gère notamment les pâturages d'Anéou prés du Pourtalet. (montagnes générales indivises entre toutes les communes du bas ossau)
Buzy est propriétaire des montagnes de Lurien, Cherue, Aracou et de la Sagette sur laquelle se trouve une partie de la station d'Artouste et le départ du petit train. Jusqu'à une époque récente les habitants de Buzy avait une priorité d'embauche à la station d'Artouste. chaque habitat peut y amener ses bêtes moyennant le paiement d'une taxe appelée "bacade"
En 1853, la commission syndicale de la vallée d'Ossau était propriétaire des terrains du pont long au nord de Pau et s'en servait de parcours pour le bétail. À cette date, elle éclate littéralement en deux syndicats indépendants. À cette date, le bas Ossau vend sa part à savoir tous les territoires à main droite de la route de Bordeaux.

## Population et société

### Démographie
L'évolution du nombre d'habitants est connue à travers les recensements de la population effectués dans la commune depuis 1793. Pour les communes de moins de 10 000 habitants, une enquête de recensement portant sur toute la population est réalisée tous les cinq ans, les populations de référence des années intermédiaires étant quant à elles estimées par interpolation ou extrapolation. Pour la commune, le premier recensement exhaustif entrant dans le cadre du nouveau dispositif a été réalisé en 2004.

En 2022, la commune comptait 1 011 habitants, en évolution de +4,55 % par rapport à 2016 (Pyrénées-Atlantiques : +3,78 %, France hors Mayotte : +2,11 %).
| 1793 | 1800  | 1806  | 1821  | 1831  | 1836  | 1841  | 1846  | 1851  |
| ---- | ----- | ----- | ----- | ----- | ----- | ----- | ----- | ----- |
| 919  | 1 015 | 1 065 | 1 307 | 1 401 | 1 375 | 1 354 | 1 360 | 1 361 |

| 1856  | 1861  | 1866  | 1872  | 1876  | 1881  | 1886  | 1891  | 1896  |
| ----- | ----- | ----- | ----- | ----- | ----- | ----- | ----- | ----- |
| 1 402 | 1 356 | 1 405 | 1 296 | 1 301 | 1 538 | 1 268 | 1 208 | 1 170 |

| 1901  | 1906  | 1911  | 1921 | 1926 | 1931 | 1936 | 1946 | 1954 |
| ----- | ----- | ----- | ---- | ---- | ---- | ---- | ---- | ---- |
| 1 110 | 1 114 | 1 101 | 929  | 917  | 891  | 874  | 830  | 812  |

| 1962 | 1968 | 1975 | 1982 | 1990 | 1999 | 2004 | 2006 | 2009 |
| ---- | ---- | ---- | ---- | ---- | ---- | ---- | ---- | ---- |
| 899  | 838  | 840  | 940  | 951  | 880  | 867  | 847  | 929  |

| 2014 | 2019 | 2022  | - | - | - | - | - | - |
| ---- | ---- | ----- | - | - | - | - | - | - |
| 952  | 988  | 1 011 | - | - | - | - | - | - |

## Économie
L'économie de la commune est essentiellement orientée vers l'agriculture et l'élevage. La commune fait partie de la zone d'appellation de l'ossau-iraty.
Une centrale hydroélectrique EDF est établie sur son territoire au lieu-dit Saint-Cricq. En 1941, 250 personnes rattachées au camp de Gurs participèrent à sa construction. Elle est alimentée par des eaux provenant des tourbières de Buzy.

## Culture locale et patrimoine

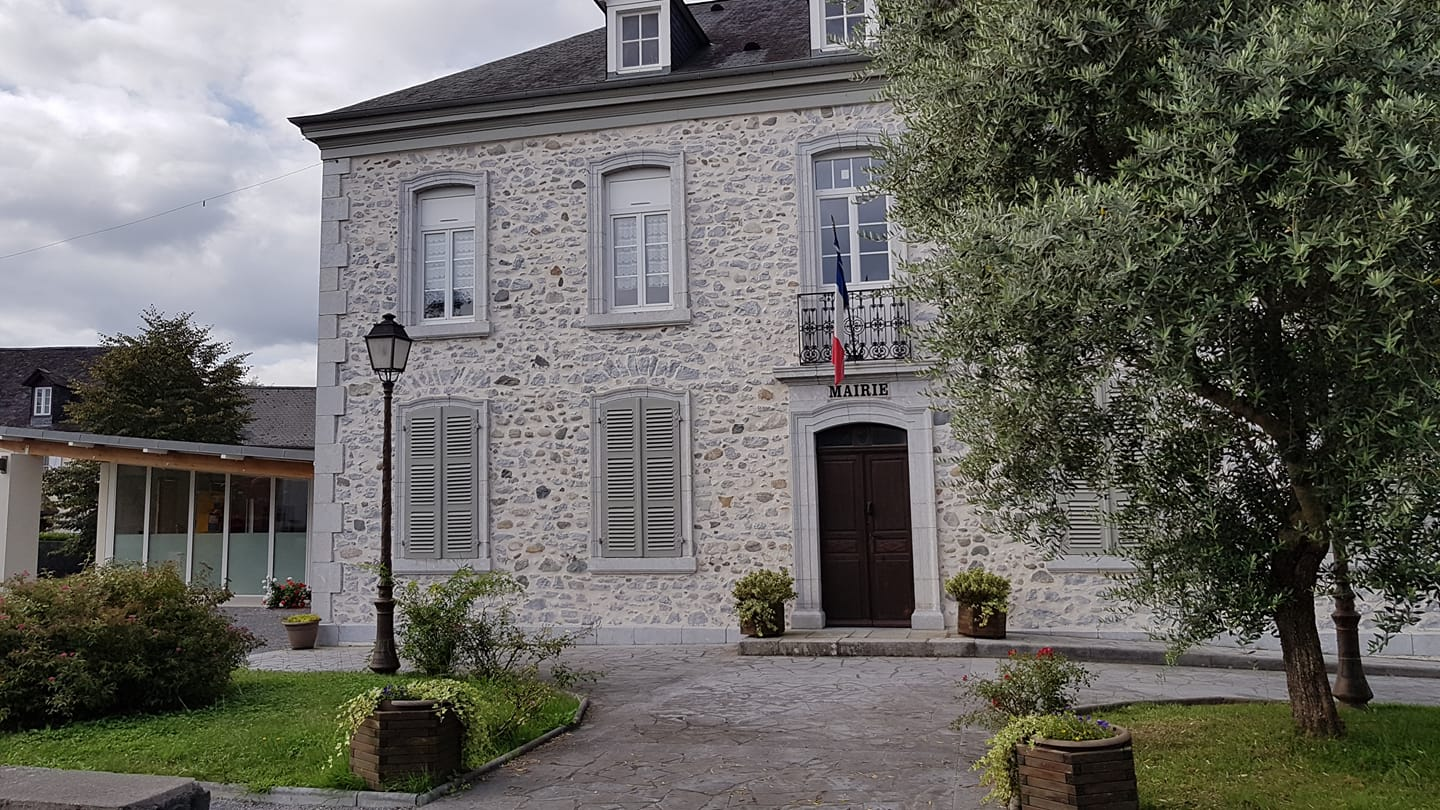
La mairie et l'extension
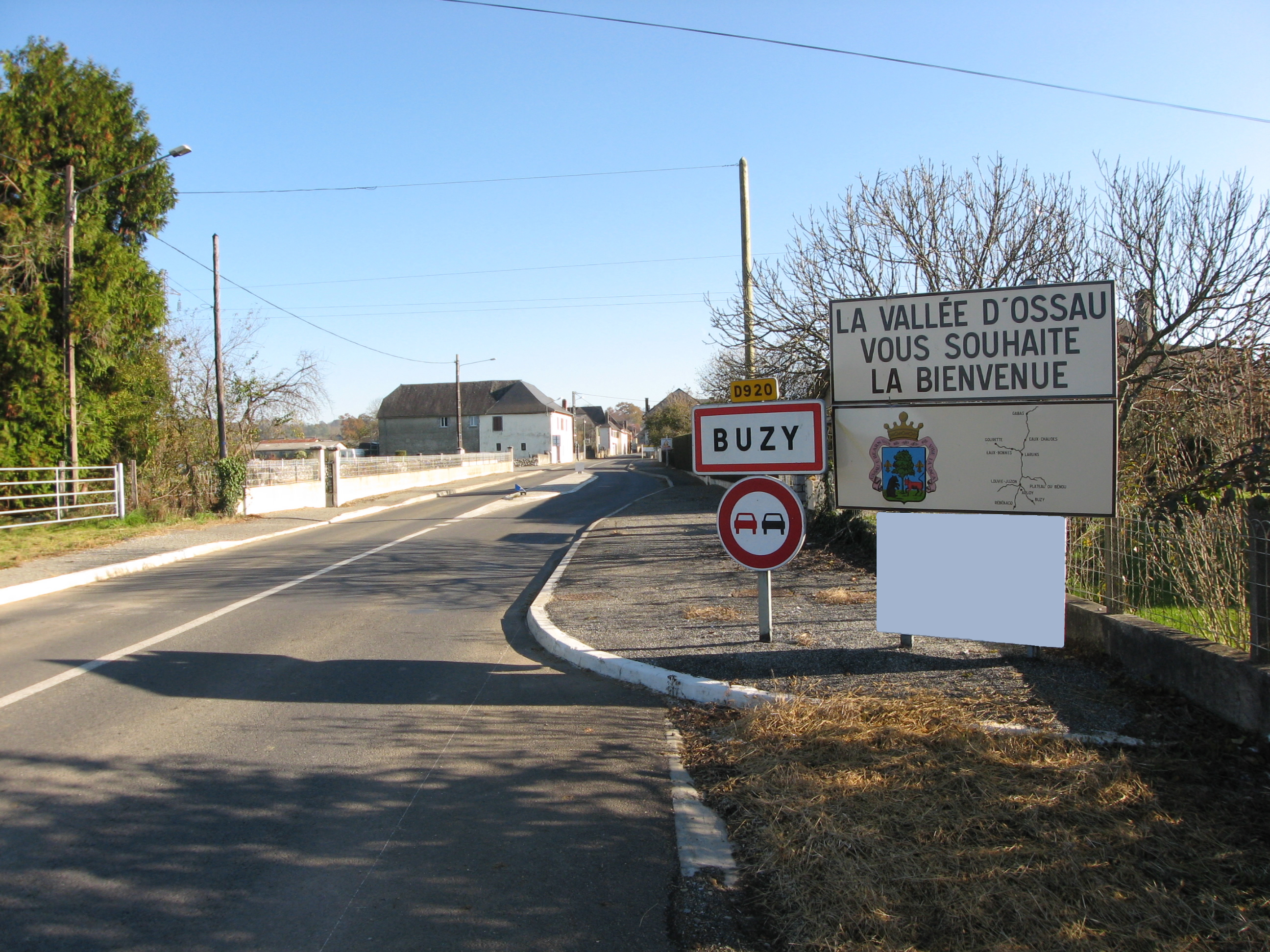
L'entrée de Buzy.
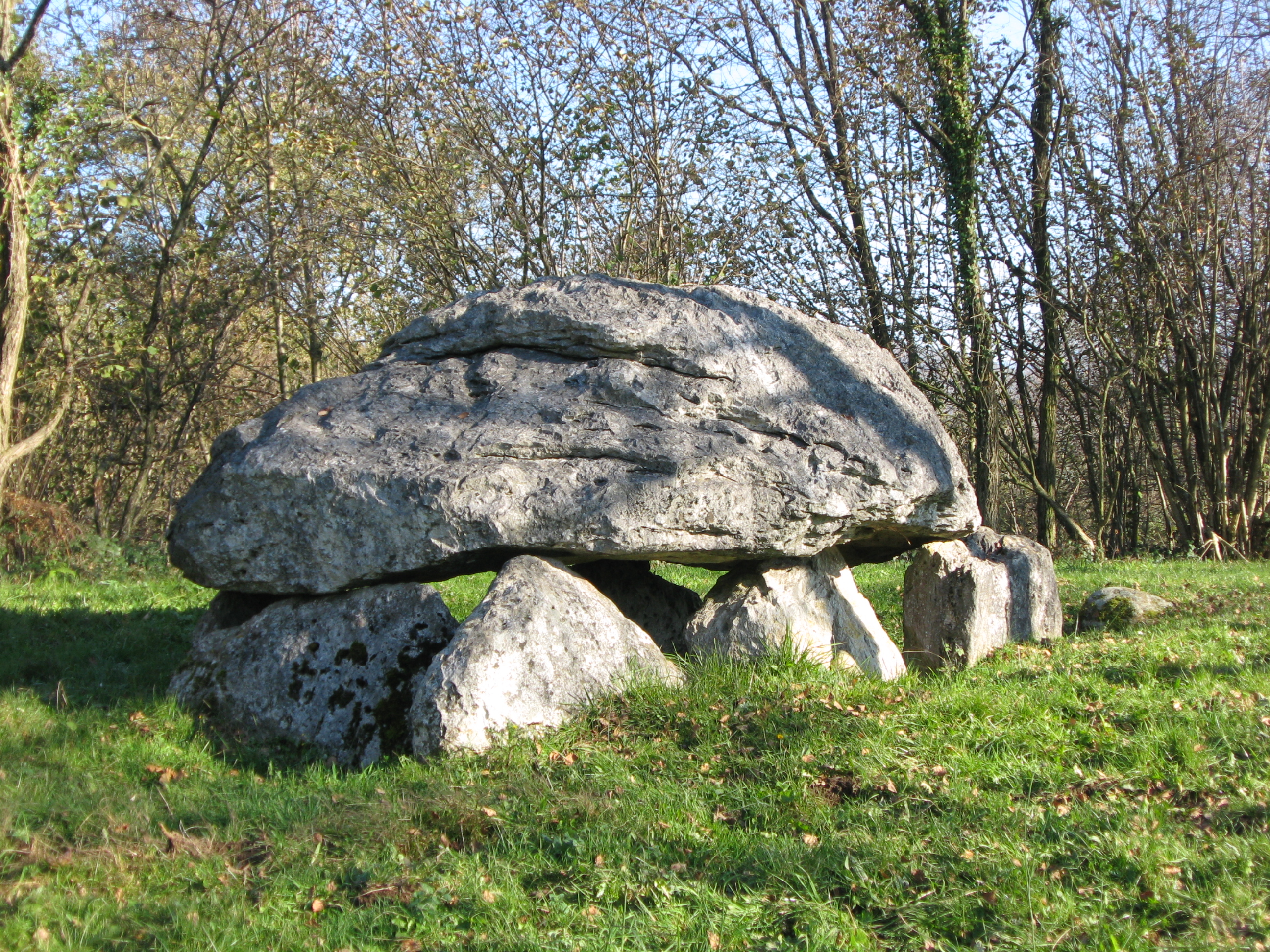
Le dolmen de Buzy.
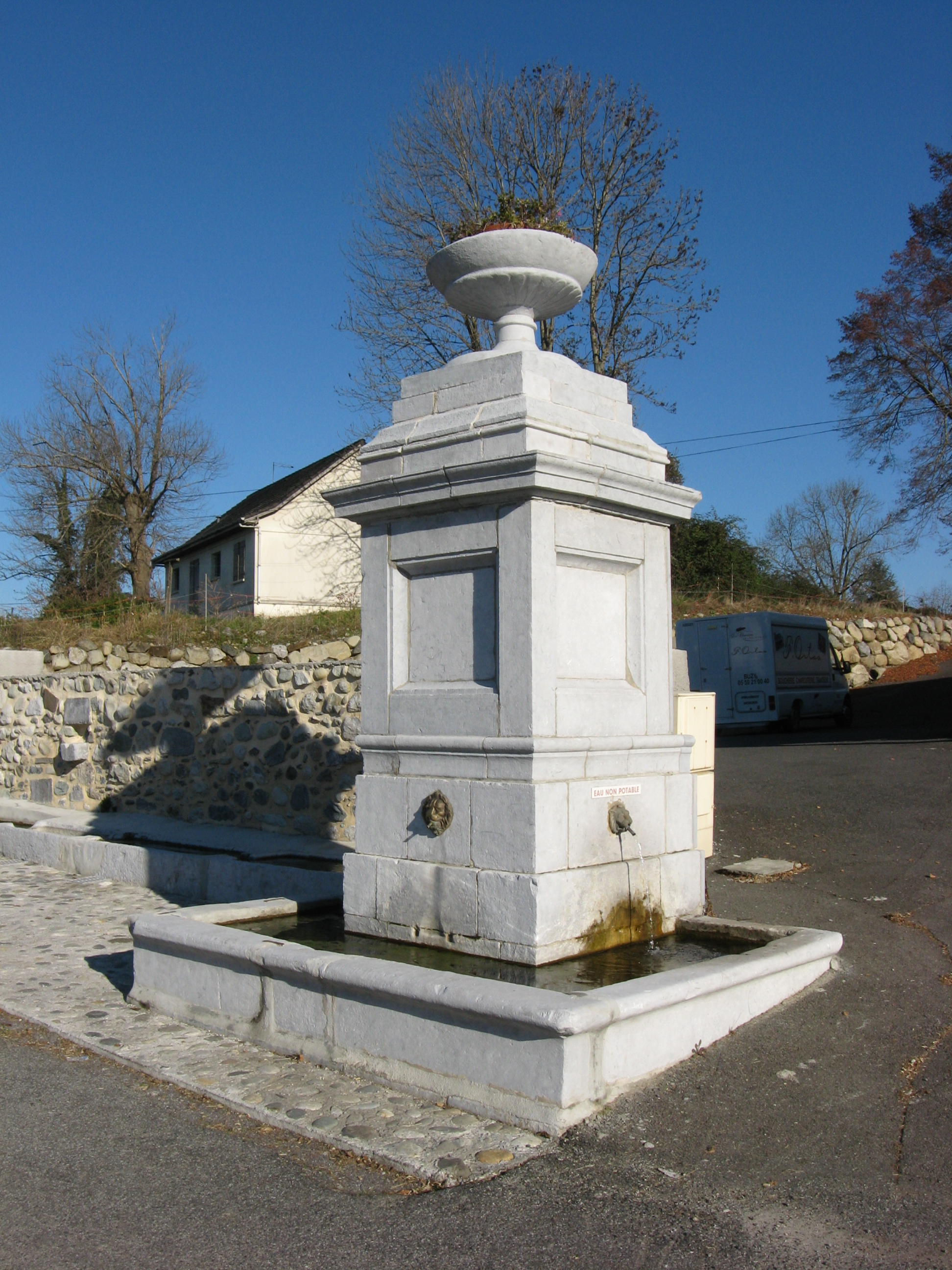
La fontaine de Buzy.
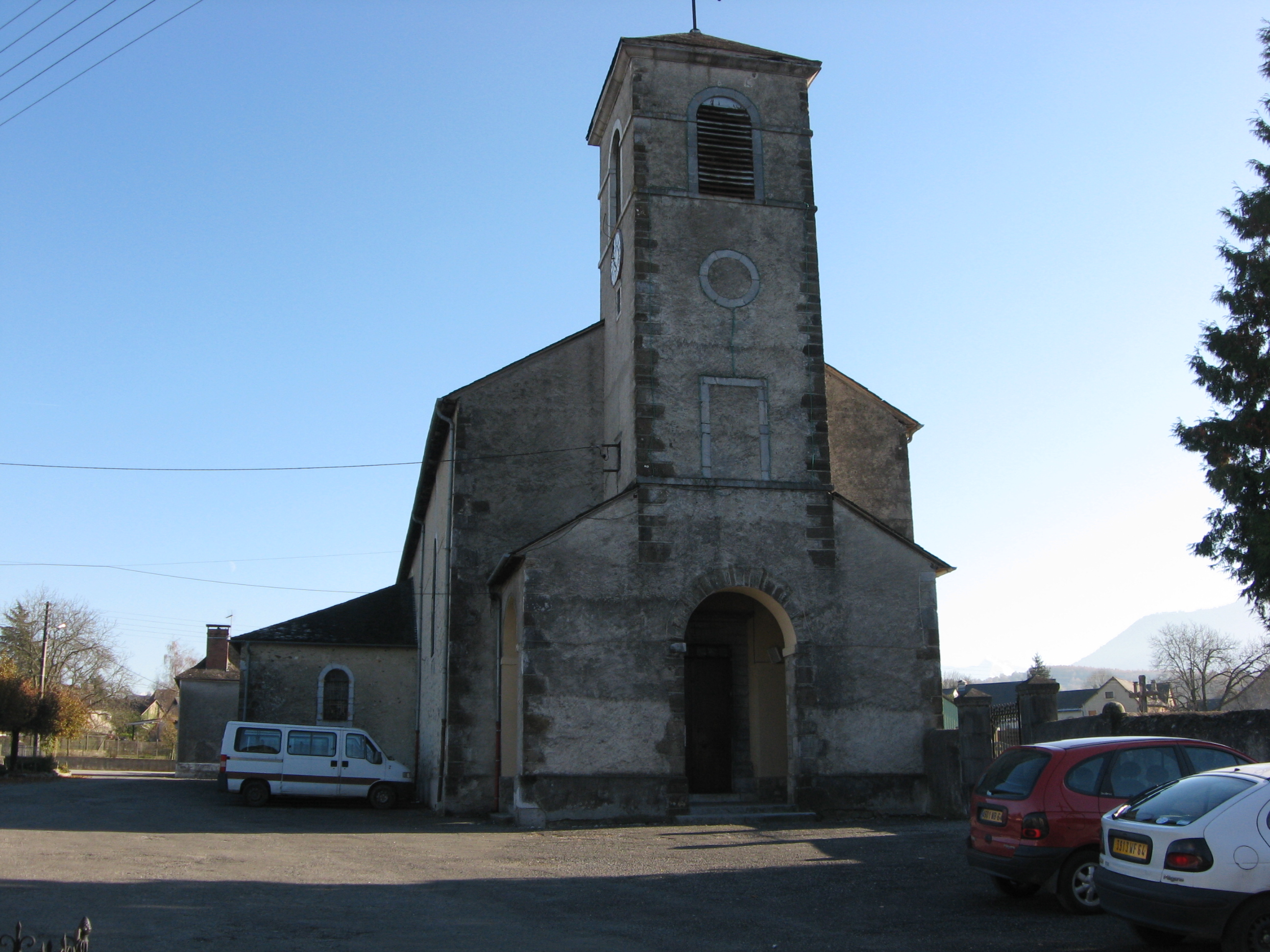
L'église Saint-Saturnin.

### Patrimoine civil
- Calhau de Teberno ou Calhauou de Taberne, dolmen datant du Néolithique.
- La Dalle Gravée de Téberno, trouvée à côté du dolmen.Ses gravures préhistoriques connues de longue date l'ont aurolée de superstition. Considérée comme une pierre de guérison, elle a longtemps fait l'objet de rites pour favoriser la grossesse et l'enfantement. Elle est maintenant conservée au musée arquéologique d'Arudy.
- Le monument aux morts.
- La gare SNCF ouverte en 1883, est située sur une bifurcation ferroviaire (Buzy - Laruns ainsi que la ligne Buzy - Oloron-Sainte-Marie).

La ligne allant jusqu'à Oloron fut prolongée jusqu'à son terminus en Espagne à la gare internationale de Canfranc en 1928. Cette ligne sera d'ailleurs la première ligne transpyrénéenne mise en service.
Le trafic Buzy - Laruns a été fermé au trafic le 2 mars 1969. Les voies entre Laruns et Arudy furent déposées quelques années suivantes, seuls deux tunnels, gares, et infrastructures sont encore visibles aujourd'hui. Une liaison de bus restera en place pour assurer les déplacements jusqu'au 1er septembre 2009.
Sur l'autre embranchement, la ligne Pau Canfranc fut partiellement fermée, tout d'abord entre Bedous et Canfranc en 1970 à la suite d'un accident ferroviaire sur le pont de l'Estanguet, puis entre Bedous et Oloron au début des années 1980. La réouverture de la ligne Oloron - Canfranc est toujours d'actualité.
Sa très belle caténaire de type "midi" a été progressivement démontée dans le sens Oloron - Pau durant les mois de juin et juillet de l'année 2010. Début 2011, la ligne est en cours de rénovation pour une période de 6 mois. Les travaux entraîneront la suppression définitive de la bifurcation en direction de Laruns, la gare de Buzy devenant ainsi une simple halte ferroviaire.[réf. nécessaire]

### Patrimoine religieux
- Église Saint-Saturnin, fin XVIIIe siècle, début XIXe siècle. elle est placée sous le patronage de Saint Saturnin, connu à Toulouse sous le Saint Sernin. Premier évêque de Toulouse, il est martyrisé dans cette ville en 250. Le taureau furieux sur lequel il est attaché, dévale les marches du capitole et sa tête éclate. Il est célébré le 29 novembre.

Cette église est référencée dans l'inventaire général du patrimoine culturel (base Mérimée sous la référence IA64000504). Elle a été édifiée du deuxième quart du XVIIIe (1734) au XIXe. Elle est composée d'une nef à trois vaisseaux et comporte un clocher à flèche polygonale. Construite de moellons, elle est couverte d'ardoises.
Le retable daté du XVIe siècle servit de modèle à celui de Laruns.
- La chapelle du quartier Burguet. Elle est dédiée à la Vierge immaculée. Elle se trouverait sur un tumulus résultant des anciennes sépultures. En effet, cette chapelle était entourée d'un cimetière où l'on aurait retrouvé des corps mis en terre dans leurs linceuls. Nous savons qu'il y avait également depuis de longs siècles un culte envers Saint Blaise et qu'une prébende importante y avait été fondée par Jean de Lassalle.

### Patrimoine naturel
Les tourbières de Buzy sont gérées et protégées de façon conjointe par la commune de Buzy, l'exploitant et le conservatoire d'espaces naturels d'Aquitaine, depuis 1995. Un sentier pédagogique permet de découvrir ce milieu naturel remarquable, « Espace naturel sensible » du département.
Le "volcan" de Buzy : Il ne s'agit pas à proprement parler d'un volcan, mais d'un affleurement de teschénite, roche formée à partir de magma refroidi provenant des profondeurs du manteau, sous la croute terrestre. il y a 100 millions d'années, les Pyrénées actuelles n'existaient pas encore. En lieu et place de Buzy se trouvait une profonde fosse marine provoquée par l'éloignement des plaques européenne et hispanique. Le golfe de Gascogne était en train de s'ouvrir. Le magma en fusion remonte en surface à la faveur de failles.
Les roches autour sont cuites et compressées portent le nom d'adinole. Très dure, on la retrouve dans les vieux murs du quartier du Burguet.
La croix de Buzy (croutz de Buzy) et le chemin blanc. Belle promenade sur un vieux chemin de transhumance reliant Pau et la vallée d'Ossau.
La table d'orientation du Pic de la Sagette (Artouste).

## Équipements
éducation
Buzy dispose d'une école primaire, d'une salle des fêtes qui va être entièrement rénovée[réf. nécessaire].
sports mécaniques
Circuit de moto-cross.

## Pour approfondir